# Rydboholm, Borås kommun
Rydboholm är en tätort i Borås kommun. Orten är belägen vid Viskan, sydväst om Borås och strax norr om Viskafors.

## Befolkningsutveckling
| Befolkningsutvecklingen i Rydboholm 1960–2020 | Befolkningsutvecklingen i Rydboholm 1960–2020 | Befolkningsutvecklingen i Rydboholm 1960–2020 | Befolkningsutvecklingen i Rydboholm 1960–2020 | Befolkningsutvecklingen i Rydboholm 1960–2020 |
| --------------------------------------------- | --------------------------------------------- | --------------------------------------------- | --------------------------------------------- | --------------------------------------------- |
|                                               |                                               |                                               |                                               |                                               |
| År                                            |                                               |                                               | Folkmängd                                     | Areal (ha)                                    |
| 1960                                          | 1960                                          |                                               | 614                                           |                                               |
| 1965                                          | 1965                                          |                                               | 833                                           |                                               |
| 1970                                          | 1970                                          |                                               | 914                                           |                                               |
| 1975                                          | 1975                                          |                                               | 938                                           |                                               |
| 1980                                          | 1980                                          |                                               | 877                                           |                                               |
| 1990                                          | 1990                                          |                                               | 877                                           | 126                                           |
| 1995                                          | 1995                                          |                                               | 962                                           | 126                                           |
| 2000                                          | 2000                                          |                                               | 950                                           | 126                                           |
| 2005                                          | 2005                                          |                                               | 970                                           | 126                                           |
| 2010                                          | 2010                                          |                                               | 1 023                                         | 126                                           |
| 2015                                          | 2015                                          |                                               | 993                                           | 116                                           |
| 2020                                          | 2020                                          |                                               | 985                                           | 116                                           |
|                                               |                                               |                                               |                                               |                                               |